# جورج غودوين
جورج غودوين (بالإنجليزية: George Goodwin)‏ هو صحفي أمريكي، ولد في 20 يونيو 1917، وتوفي في 21 يناير 2015.